# 長沼 (長野市)
長沼（ながぬま）は、長野県長野市北東部の地区。本項では、かつて概ね同地域に所在した上水内郡長沼村（ながぬまむら）についても述べる。
「長沼」の由来は千曲川の流路にできた沼の形によると伝えられているが、1889年（明治22年）の合併の際、長沼の「長」の字と赤沼の「沼」で長沼村となった。中世から近世初めに長沼城が存在していたことも、村名を称するにあたって影響を与えたと考えられる。

## 人口
地域内の人口（長野市役所長沼支所管内）は786世帯 1,937人（令和5年3月1日時点）。
以下の1874年～1995年は『長野市誌 第8巻』に、2000年～は住民基本台帳の各年1月1日時点のデータに基づく。
長沼地区は千曲川堤防が完成した昭和初期までは、3，4年に1回の割合で洪水に見舞われていた。地区の人々は水の恩恵と水の災害を受けながら、水を治め、産業の振興に取り組んできている。長沼地区の人口が一番多かった時期は第二次大戦後、1945年～10年間に見られる3200人台である。これは復員や疎開人口による増加であり、県下共通の傾向である。1965年～の10年間には明治末期以下に人口が減り、長野市街周辺平坦地域の中では唯一の人口減少地域となっている。1968年、穂保・大町に工場が進出し、更に1971，2年から赤沼ニュータウン・大町に宅地が造成された為、1980年以降はやや人口が増加しているが、微増にとどまった。
それ以後、1990年頃をピークに人口は減少に転じていくが、それに追い打ちをかけたのが令和元年東日本台風である。被災により人口は大幅に低下し、近年ではついに2000人を割り、明治以降最低の水準になっている。こうした中、長野市は人口減少対策のため、移住に補助金を出すなどして地域の維持を図ろうとしている。
- 1874年　2562人
- 1880年　2598人
- 1900年　3067人
- 1905年　2984人
- 1910年　2890人
- 1915年　2865人
- 1920年　2406人
- 1925年　2388人
- 1930年　2403人
- 1935年　2496人
- 1940年　2614人
- 1947年　3221人
- 1950年　3210人
- 1955年　3138人
- 1960年　2988人
- 1965年　2747人
- 1970年　2692人
- 1975年　2842人
- 1980年　2923人
- 1985年　2983人
- 1990年　3039人
- 1995年　3033人
- 2000年　2891人
- 2005年　2781人
- 2010年　2653人
- 2015年　2502人
- 2020年　2181人

| \| 1950年（昭和25年） \| 3,210人 \| \| \| 1960年（昭和35年） \| 2,988人 \| \| \| 1970年（昭和45年） \| 2,692人 \| \| \| 1980年（昭和55年） \| 2,923人 \| \| \| 1990年（平成2年） \| 3,039人 \| \| \| 2000年（平成12年） \| 2,653人 \| \| \| 2010年（平成22年） \| 2,502人 \| \| \| 2020年（令和2年） \| 2,181人 \| \| |         |  |
| 長野市 |         |  |
| 1950年（昭和25年） | 3,210人 |  |
| 1960年（昭和35年） | 2,988人 |  |
| 1970年（昭和45年） | 2,692人 |  |
| 1980年（昭和55年） | 2,923人 |  |
| 1990年（平成2年） | 3,039人 |  |
| 2000年（平成12年） | 2,653人 |  |
| 2010年（平成22年） | 2,502人 |  |
| 2020年（令和2年） | 2,181人 |  |

## 地理
千曲川に沿った南北に長い地区である。地区東端に千曲川、北西端に浅川が流れる。地区の北西を北陸新幹線が走り、赤沼地籍に長野新幹線車両センターが置かれている。地区の中央部には国道18号（アップルライン）が南北に走り、その東側に北国街道松代道にあたる長野県道368号村山豊野停車場線が走っている。
古くは長沼城の城下町として栄えたが、1688年（元禄元年）に長沼藩が取り潰されてからは、北国街道松代道の宿場町として栄えた。現在でも旧長沼宿のあった県道沿いに集落が形成されている。
それ以外の区域はほぼ農地で占められ、りんごなどの生産地となっている。この地域でのりんご栽培は明治末期に始まったといい、赤沼区公会堂（大字赤沼）には「信州りんご発祥の碑」がある。国道18号アップルライン沿いにはりんご直売所が立ち並ぶほか、ロードサイド店が点在する。
川と川の間にある低地であり、石垣や半二階建てといった水害対策を講じた家々が見られる。千曲川はすぐ下流の立ヶ花で急に川幅が狭くなっており（立ヶ花狭窄部）、当地にしばしば水害をもたらす要因となっている。
周囲は以下の地域・地区と接する。

### 河川
- 千曲川
- 浅川

## 歴史
前身各村〜長沼村の歴史
- 室町時代 - 穂保に信濃島津氏が長沼城を築く。
- 1615年（元和元年） - 佐久間勝之が長沼城に入城。長沼藩藩祖となる。
- 1688年（貞享5年） - 長沼藩廃藩。水内郡栗田町（栗田村）・上町・六地蔵町・内町・赤沼村・赤沼河原新田村・津野村は幕府領となる。
- 1873年（明治6年） - 水内郡赤沼河原新田村が赤沼村に合併。
- 1874年（明治7年）
  - 4月 - 第六大学区第十四中学区第六十九番学区赤沼学校（長野市立長沼小学校の前身）が開校。1886年（明治19年）に長沼学校赤沼支校となったのち、1894年（明治27年）廃校
  - 6月 - 第六大学区第十四中学区第七十番小学長沼学校（長野市立長沼小学校の前身）が開校。
- 1876年（明治9年）5月30日 - 水内郡栗田町・上町が合併して長沼大町、六地蔵町・内町が合併して長沼穂保町となる。
- 1879年（明治12年）1月4日 - 郡区町村編制法の施行により、各村が上水内郡の所属となる。
- 1889年（明治22年）4月1日 - 町村制の施行により、上水内郡長沼大町・長沼穂保町・津野村・赤沼村の区域をもって長沼村が発足。
- 1947年（昭和22年） - 新学制により、長沼村立長沼小学校・長沼中学校が開校。
- 1954年（昭和29年）4月1日 - 長沼村が長野市に編入。同日長沼村廃止。大字大町・大字穂保・大字津野・大字赤沼となる。

長野市長沼地区の歴史
- 1958年（昭和33年）4月1日 - 長沼中学校・古里中学校などを統合し、大字大町に長野市立東北中学校が開校。
- 1966年（昭和41年）9月 - 国道18号長野バイパス（アップルライン）が全通。地域の中央部を縦断する。
- 1997年（平成7年）10月1日 - 長野新幹線開通。回送線（のちの北陸新幹線）が大字赤沼の西部を通過する。のち、1996年（平成8年）12月1日には大字赤沼に長野新幹線運転所（現 長野新幹線車両センター）が開所。
- 2019年（令和元年）10月12～13日 - 台風19号襲来。令和元年東日本台風（台風19号）の影響で千曲川上流部に位置する上田市や佐久市などで記録的な大雨が降り、下流の中野市立ヶ花狭窄部で氾濫危険水位を大幅に上回った。13日午前1時頃、立ヶ花狭窄部のすぐ上流に位置する長野市長沼地区で越水を確認。その後、13日未明に長沼地区の千曲川の堤防が決壊。

## 大字

### 赤沼
赤沼（あかぬま）は、長沼地域北部の地区（大字）。郵便番号は、381-0001。
地区西部から北部にかけて浅川が流れ、旧豊野町地域との境をなす。その東側に北陸新幹線が走り、地区内に長野新幹線車両センターが置かれている。東部には千曲川が流れるが、河川敷部分は上高井郡小布施町の町域となっている。地区中央部には長野県道368号村山豊野停車場線（旧北国街道松代道）が南北に、国道18号（アップルライン）が南西から北西にかけて走り、地区のほぼ中央で交差する。
周囲は以下の大字と接する。
集落は旧北国街道松代道沿いに形成されているほか、地区北部の浅川沿いに赤沼ニュータウンが拓かれている。地区西部にはりんごなどの果樹園が広がり、アップルライン沿いにりんご直売所やロードサイド店が点在する。
地区内の人口および世帯数は、367世帯 875人（令和5年3月1日現在）。

#### 交通
地区内の長野県道368号村山豊野停車場線（旧北国街道松代道）を走る、長野市乗合タクシーの以下の路線が利用できる。
- 長野市乗合タクシー
  - 長沼線 りんごの湯 - 豊野駅 - 長沼支所 - 市民病院 - 柳原駅

なお、地区北部の赤沼ニュータウンでは豊野駅も徒歩圏内である。

#### 施設

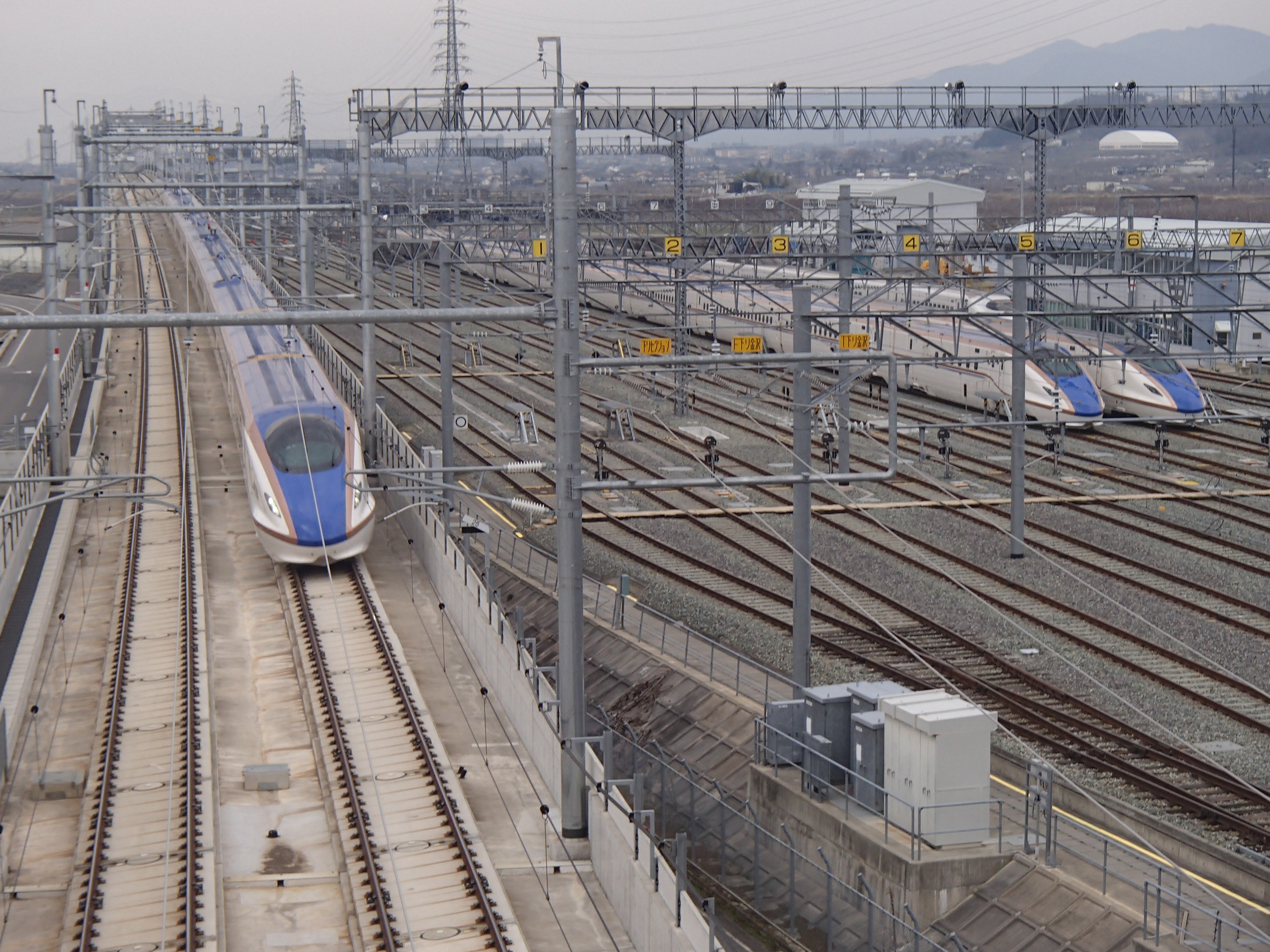
JR長野新幹線車両センター

- 長野県下水道公社 千曲川下流管理事務所（クリーンピア千曲）
- ユー・パレットショッピングモール
  - デリシア 長野赤沼店
  - カインズホーム 豊野赤沼店
  - ファッションセンターしまむら 豊野店
- JR東日本 長野新幹線車両センター
- 赤沼公園
- 神社[9]
  - 大田神社（大字赤沼字宮配1707）
  - 伊勢社（大字赤沼字大割2662）

### 大町
大町（おおまち）は、長沼地域南部の地区（大字）。郵便番号は、381-0004。
地区東端に千曲川が流れ、須坂市との境をなす。地区中央部には国道18号（アップルライン）が南北に走り、その東側に長野県道368号村山豊野停車場線（旧北国街道松代道）が並走する。地区東部は北方に向けて長く飛び出した部分があり、この部分の西端に浅川が流れる。
周囲は以下の大字と接する。
集落は旧北国街道松代道沿いに形成されており、その中央部の枡形付近には西厳寺など寺院が密集している。アップルライン沿いから地区西部にかけては工業団地となっているほか、農地が多く残る。
地区内の人口および世帯数は、200世帯 529人（令和5年3月1日現在）。

#### 交通
地区内の長野県道368号村山豊野停車場線（旧北国街道松代道）などを走る、長野市乗合タクシーの以下の路線が利用できる。
- 長野市乗合タクシー
  - 長沼線 りんごの湯 - 豊野駅 - 長沼支所 - 市民病院 - 柳原駅

#### 施設
- 長野市立東北中学校
- 神社[9]
  - 長沼神社（大字大町字町屋敷36）

### 津野
津野（つの）は、長沼地域北中部の地区（大字）。郵便番号は、381-0002。
地区東端に千曲川が流れ、上高井郡小布施町および須坂市との境をなす。地区中央部には国道18号（アップルライン）が南北に走り、その東側に長野県道368号村山豊野停車場線（旧北国街道松代道）が並走する。地区北西を北陸新幹線がかすめる。
周囲は以下の大字と接する。
集落は旧北国街道松代道沿い、地区南端にある枡形を中心に形成されている。その他大部分は農地で占められる。
地区内の人口および世帯数は、59世帯 161人（令和5年3月1日現在）。

#### 交通
地区内の長野県道368号村山豊野停車場線（旧北国街道松代道）を走る、長野市乗合タクシーの以下の路線が利用できる。
- 長野市乗合タクシー
  - 長沼線 りんごの湯 - 豊野駅 - 長沼支所 - 市民病院 - 柳原駅

#### 施設
- 長野市立長沼小学校
- 玅笑寺
- 神社[9]
  - 八幡神社（大字津野字八幡381）

### 穂保
穂保（ほやす）は、長沼地域南中部の地区（大字）。郵便番号は、381-0003。
地区東端に千曲川が流れ、須坂市との境をなす。地区中央部には国道18号（アップルライン）が南北に走り、その東側に長野県道368号村山豊野停車場線（旧北国街道松代道）が並走する。
周囲は以下の大字と接する。
集落は旧北国街道松代道沿いに形成されている。その集落の中央部、貞心寺付近には長沼城があり、1688年（貞享5年）に廃藩となるまで長沼藩18,000石の中心であった。現在でも地区北東の旧街道沿いに長野市役所長沼支所が置かれ、長沼地区の中心となっている。
国道18号（アップルライン）周辺および地区西部には、工場や運送会社の配送センターなどが立ち並ぶ。また、JAながのの大規模な農産物直売所「アグリながぬま」も立地する。
地区内の人口および世帯数は、160世帯 372人（令和5年3月1日現在）。

#### 交通
地区内の長野県道368号村山豊野停車場線（旧北国街道松代道）を走る、長野市乗合タクシーの以下の路線が利用できる。
- 長野市乗合タクシー
  - 長沼線 りんごの湯 - 豊野駅 - 長沼支所 - 市民病院 - 柳原駅

#### 施設
- 長野市役所 長沼支所
- 長沼城跡

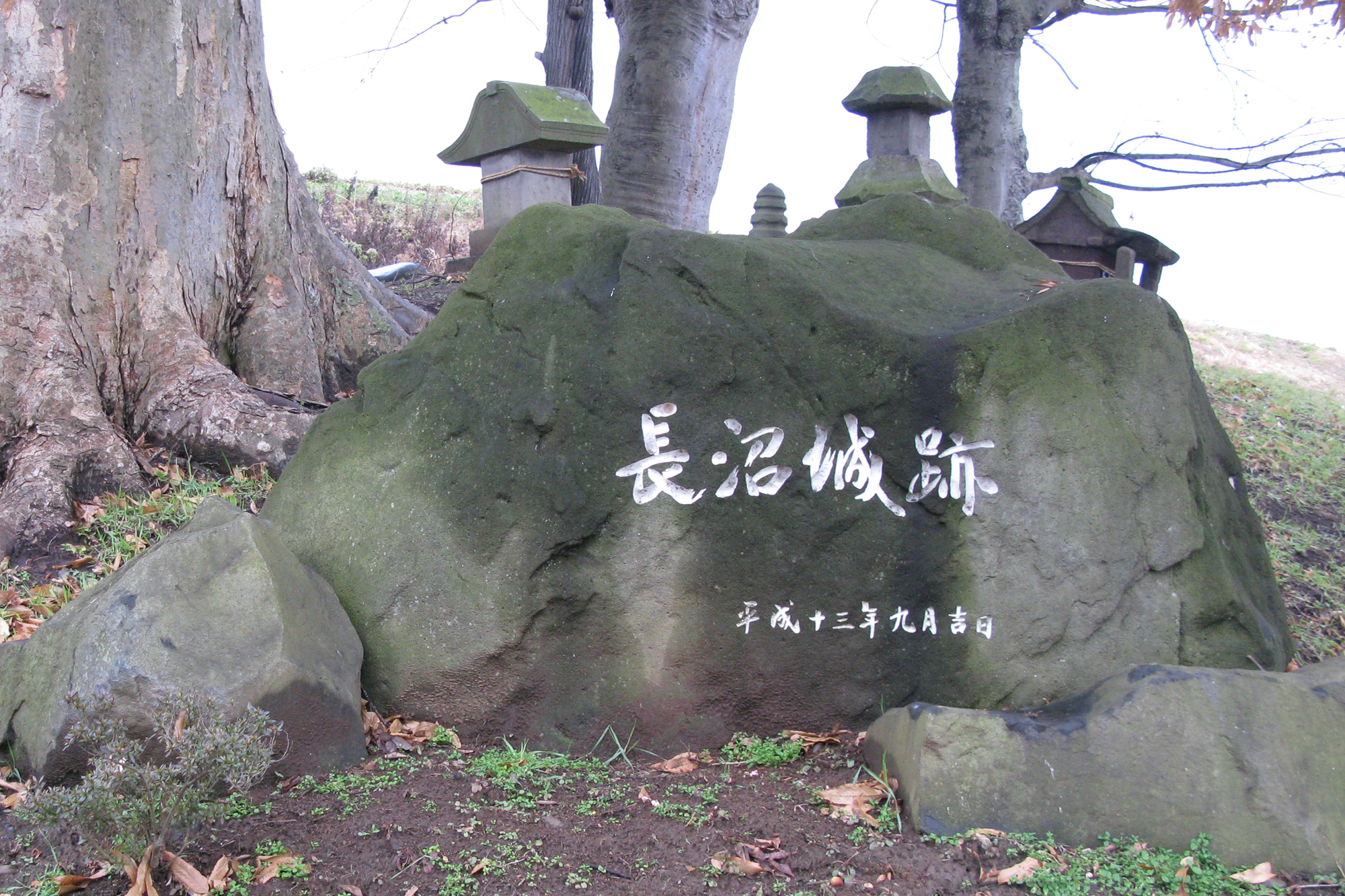
長沼城

- JAながの 長沼農産物直売所（アグリながぬま）
- ヤマト運輸 長野主管支店
- 神社[9]
  - 守田神社（大字長沼穂保字外堀内951）

## 防災
- 昭和16年7月15日に長沼地区を震源とする震度6の地震発生。だがあまり知られていない。
- 長野市は、約1,000年に1回の大雨（想定し得る最大規模の降雨）を想定した洪水ハザードマップを作成・公開している。その場合、当地域はおおむね全域にわたって10ないし20メートルの高さで浸水すると想定されている[10]。2019年には、令和元年東日本台風（台風19号）の影響で千曲川の堤防が決壊し、町域の広い範囲にわたって浸水した[11]。川から1キロメートル離れたJR長野新幹線車両センターも冠水し、新幹線車両10編成120両が被害を受けている[12]。

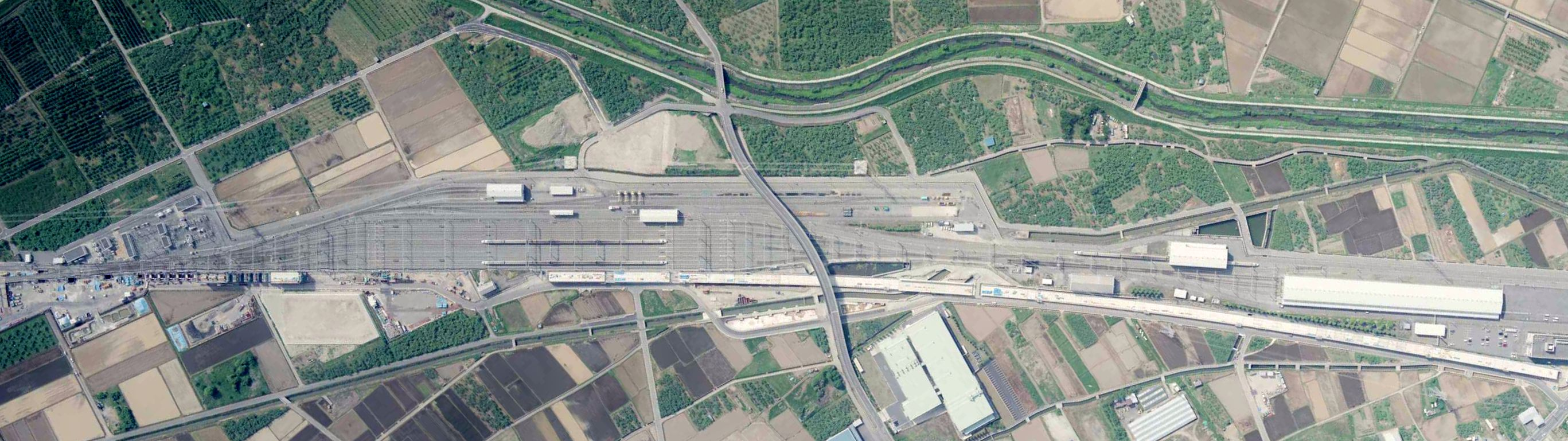
長野 - 金沢間開業前、2010年当時の車両センター（国土地理院）
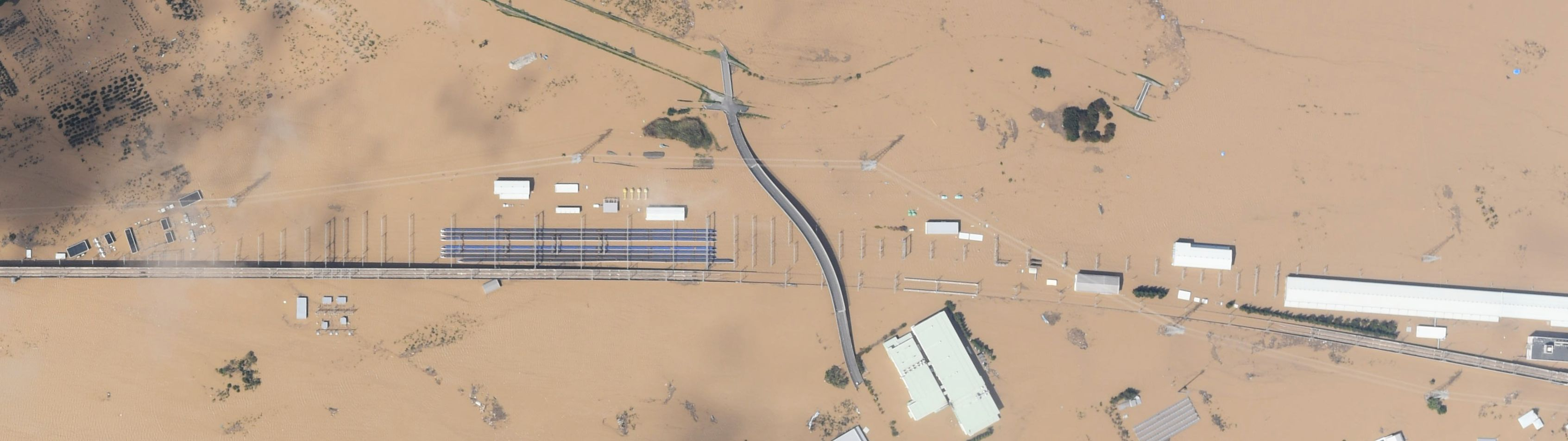
2019年10月13日、東日本台風の影響で冠水した車両センター（同）

## 関連文献
- 成田篤信、半田要太郎編輯『長沼村誌』長沼村役場、1928年11月10日。